# Pyromaia
Pyromaia is een geslacht van kreeftachtigen uit de klasse van de Malacostraca (hogere kreeftachtigen).

## Soorten
- Pyromaia acanthina Lemaitre, N. H. Campos & Bermúdez, 2001
- Pyromaia arachna Rathbun, 1924
- Pyromaia cuspidata Stimpson, 1871
- Pyromaia mexicana Rathbun, 1893
- Pyromaia propinqua Chace, 1940
- Pyromaia tuberculata (Lockington, 1877)
- Pyromaia vogelsangi Türkay, 1968